# Джудіт Шейндлін
Джудіт Шейндлін (англ. Judith Sheindlin більш відома як Суддя Джуді, народ. 21 жовтня 1942 року) — американська адвокатка, суддя, телеведуча і письменниця.

## Біографія
Шейндлін народилася 21 жовтня 1942 року у Брукліні, штат Нью-Йорк у єврейських батьків — зубного лікаря Мьоррея Блума і Етель Сілверман. Її дід по батькові Яків Блум іммігрував у США з України, а бабуся по матері, Олена Мінінберг, іммігрувала з Росії .
Вона найбільш відома широкому загалу як телеведуча власного шоу «Суддя Джуді», яке вона веде з 1996 року й дотепер (до цього, з кінця 1960-х років, працювала прокурором і суддею у сімейних справах у судовій системі Нью-Йорка). Її проєкт є одним із найбільш рейтингових денних програм в історії американського телебачення .
Джудіт Шейндлін входить до десятки найбагатших жінок у шоу-бізнесі з річним доходом у розмірі 45 млн доларів .